# 아홉수 우리들
《아홉수 우리들》은 2026년 방송예정인 문화방송 금토드라마로, 현재 방송이 예정되어 있다.